# قائمة السلطات العربية

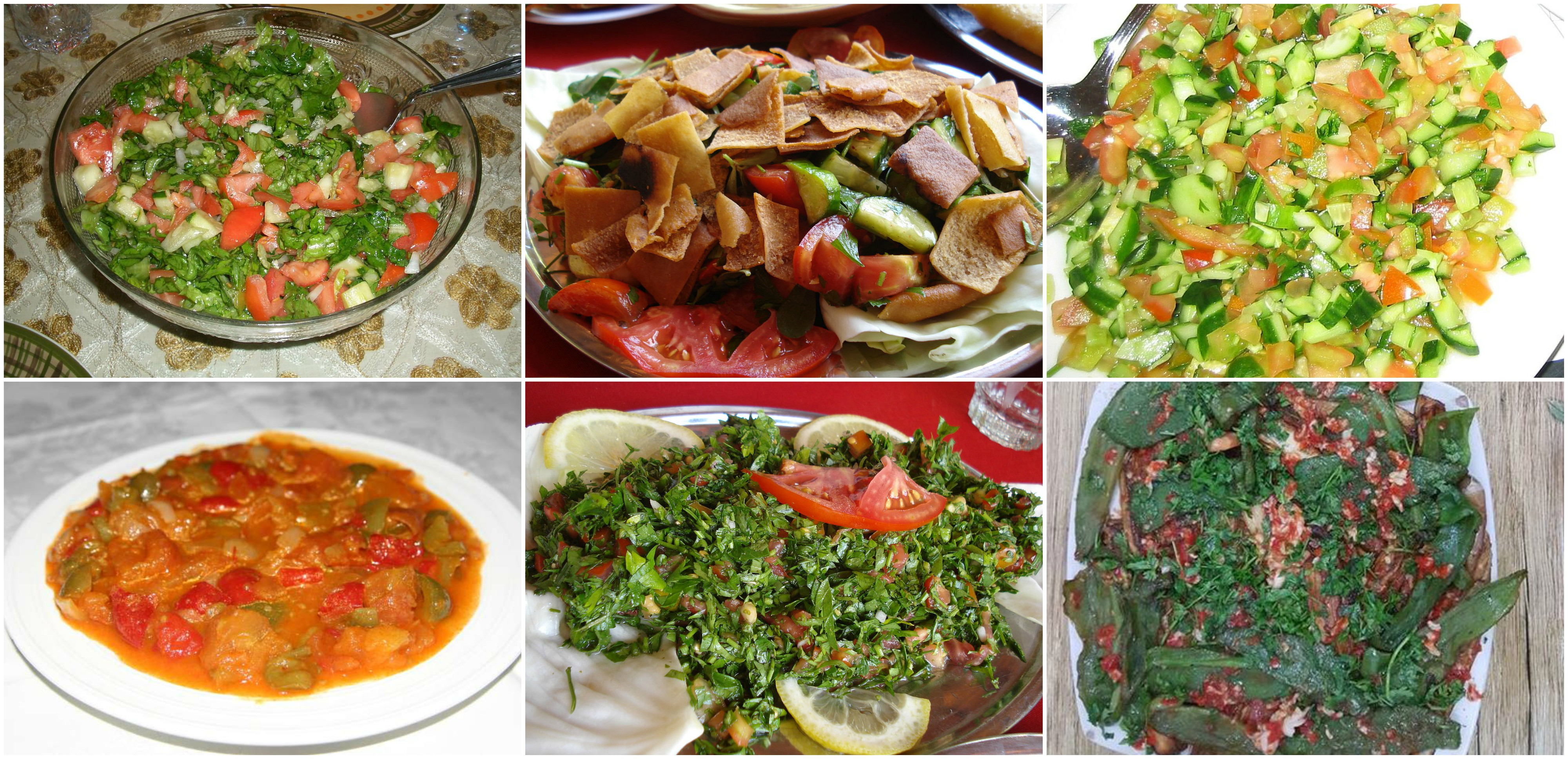
أصناف السلطة العربية: سلطة عربية، فتوش، سلطة فلسطينية، تبولة، راهب.

قائمة السلطات العربية- عادة ما يتم تقديم السلطات بوصفها طبق أول في المطبخ العربي، حيث يتم تقديم مجموعة متنوعة من السلطات إلى المائدة، والتي تكون في أطباق صغيرة، كما هو الحال في المقبلات.
التبولة، سلطة تتكون من البقدونس المفروم جيدًا، مع الطماطم والنعناع والبصل والبرغل المنقوع، وهي تعد من أكثر السلطات العربية شعبية. كما تعد السلطات المكونة من الخضروات المتنوعة، والسلطات المكونة من الباذنجان المطبوخ أو الحمص، من الأطباق الشائعة. تتكون السلطة الخضراء المعروفة باسم "السلطة الخضرا" من الخيار، والطماطم، وحزمة من البقدونس الطازج، وقليل من الملح، والفلفل، وعصير ليمونة واحدة.
وعادة ما يتم تقديم خبز البيتا، وأنواع الخبز المسطحة الأخرى إلى جانب السلطات.

## أصناف السلطة العربية
| الاسم                | الصورة | المنطقة       | الوصف |
| -------------------- | ------ | ------------- | --- |
| سلطة عربية           |        | العالم العربي | تجمع ما بيت العديد من الخضروات، والتوابل المختلفة، وعادة ما يت تقديمها بوصفها جزء من المقبلات. |
| بابا غنوج            |        | بلاد الشام    | عبارة عن طبق من الباذنجان المطبوخ والمخلوط بالطحينة وزيت الزيتون وبعض التوابل. |
| سلطة الخيار والزبادي |        | العالم العربي | تصنع من الزبادي المملح المصفى، والذي عادة ما يستخرج من ألبات الماعز والأغنام، أو يتم صناعتها من الزبادي المجفف. |
| الفتوش               |        | بلاد الشام    | تصنع من قطع خبز البيتا المحمصة أو المقلية، مع مزجها بالعديد من الخضار والخضراوات. |
| سلطة الفول المدمس    |        | بلاد الشام    | تتكون من الفاصوليا والطماطم المفرومة والبصل والبقدونس وعصير الليمون وزيت الزيتون والفلفل والملح. |
| سلطة الحمص           |        | بلاد الشام    | تتكون من الحمص المجفف، وكربونات الصوديوم، وعصير الليمون، والثوم، والطحينة، والملح، وزيت الزيتون، والكمون. |
| سلطة الملفوف         |        | بلاد الشام    | تتكون من أوراق الملفوف، وعصير الليمون، وزيت الزيتون، والثوم، والملح، والكثير من النعناع سواء المجفف منه أم الطازج. |
| سلطة مشوية           |        | تونس          | سلطة تونسية من بعض أنواع الخضار المشوية، مثل: الطماطم والفلفل والبصل والثوم. |
| قريموتة              |        | وسط سوريا     | تتكون من: برغل، بصل، بقدونس، خيار، عصير الليمون، وزيت الزيتون، ويتم تقديمها مع ورق العنب. |
| الراهب               |        | بلاد الشام    | تصنع من الباذنجان والطماطم. |
| سلطة الروبيان        |        | العالم العربي | تتكون من الجمبري والطماطم والمايونيز والخس والكاتشب والصلصة الحارة والخردل وعصير الليمون والملح. |
| سلطة الراعي          |        | بلاد الشام    | سلطة مقطعة إلى مكعبات صغيرة من الطماطم والخيار. عادة ما تكون مصنوعة من الطماطم والخيار والبصل والبقدونس، وتتبل بعصير الليمون الطازج وزيت الزيتون والفلفل الأسود. بشكل عام، لا يتم تقشير الخيار. والاهم فيها هو استخدام خضروات طازجة جدًا وتقطيعها إلى قطع صغيرة قدر الإمكان.. |
| شيفورة               |        | ساحل سوريا    | تصنع من جبن الشنكليش والطماطم المفرومة والبصل وزيت الزيتون. |
| تبولة                |        | بلاد الشام    | تتكون من البقدونس المفروم، والبرغل، والنعناع، والطماطم، والبصل الأخضر، والأعشاب الأخرى مع عصير الليمون وزيت الزيتون والتوابل المختلفة، بما في ذلك الفلفل الأسود وأحيانا القرفة والبهارات.                                                                                    |
| سلطة القمح           |        | العالم العربي | تتكون من القمح والذرة والطماطم والجزر ومخلل الخيار والليمون والبقدونس وزيت الزيتون والملح. |